# Chelidoperca pleurospilus
Chelidoperca pleurospilus är en fiskart som först beskrevs av Günther, 1880.  Chelidoperca pleurospilus ingår i släktet Chelidoperca och familjen havsabborrfiskar. Inga underarter finns listade i Catalogue of Life.